# Löhningen
Löhningen é uma comuna da Suíça, no cantão Schaffhausen, com cerca de 1.188 habitantes. Estende-se por uma área de 6,83 km², de densidade populacional de 165 hab/km². Confina com as seguintes comunas: Beringen, Guntmadingen, Neunkirch, Siblingen.
A língua oficial nesta comuna é o Alemão.